# Stile Régence

Antoine Watteau, Pellegrinaggio a Citera, 1717

Lo stile Régence o stile Reggenza, o in francese Style de Régence è uno stile artistico ed architettonico nato in Francia nel periodo compreso tra il 1715 ed il 1723, ovvero durante la reggenza del duca Filippo II di Borbone-Orléans, nipote di Luigi XIV, che fu presidente del consiglio di reggenza dell'allora minorenne Luigi XV. Per quando per gli standard storici il periodo della Régence sia stato tutto sommato breve, esso riuscì a sviluppare un proprio stile originale, uno stile di transizione tra il classicismo (barocco francese) ed il rococò.
Alcuni autori non sono soliti indicare il Régence come un vero e proprio stile, ma piuttosto lo includono nel rococò francese. Tuttavia le differenze tra i due stili e le due situazioni storiche e culturali nella Francia dell'epoca appaiono evidenti. L'incarnazione dell'estetica del periodo Régence è rappresentata dall'opera del pittore Antoine Watteau. La sua arte delicata e diafana è il miglior esempio dell'estetica e della bellezza sensuale del periodo di transizione, molto diverso dal turbolento spirito che caratterizzerà pittori come François Boucher sotto Luigi XV.
Nell'anno della morte del Re Sole, il piccolo Luigi XV, erede del bisnonno, aveva solo cinque anni, ma il 1 settembre 1715 fu proclamato nuovo re di Francia con un consiglio di reggenza. La Francia appariva spossata dal regno di Luigi XIV che era stato contraddistinto da guerre incessanti e ingenti spese da parte del re per il mantenimento di sontuose residenze, spettacoli e feste teatrali a Versailles. Anche i famigerati "decreti contro il lusso" emanati da Luigi XIV non poterono correggere la situazione, ma arrecarono invece danni irreparabili alle arti ed ai mestieri. Un'enorme quantità di oggetti d'oro e d'argento, piatti costosi e gioielli vennero fusi per ricavare monete. L'era felice delle cerimonie sfarzose, dei grandiosi progetti architettonici, dei fuochi d'artificio e delle rappresentazioni teatrali era finita.

## Caratteristiche generali dello stile
Il periodo della reggenza in Francia è caratterizzato da un ammorbidimento della rigida morale che regnava alla corte di Luigi XIV negli ultimi anni del suo regno, sotto l'influenza di Madame de Maintenon. Filippo d'Orléans trasferì la sua residenza da Versailles a Parigi. Il duca d'Orleans fece risistemare completamente il Palais-Royal, situato nel centro di Parigi, di fronte al Louvre, e ne fece il centro della vita pubblica e politica del paese. Il nuovo stile artistico prese gradualmente forma in un'atmosfera traballante tra il brillante passato della Francia e un nuovo secolo che si apriva all'insegna dell'incertezza, pur conscio che la Francia aveva raggiunto livelli culturali ed artistici importanti in tutto il mondo dell'epoca.
Col trasferimento della corte, anche la vita artistica si spostò da Versailles a Parigi, ma non in residenze statali, bensì in palazzi privati - hotel, piccoli salotti e salotti aristocratici. Lo splendore e lo sfarzo del "grande stile" del XVII secolo furono sostituiti dall'estetica dell'"arte da camera". Nelle ideologie si era passati dall'eroismo all'intimità, dalla normalità dell'etichetta di corte a una certa libertà per l'individualismo, i costumi di una società aristocratica chiusa, i circoli degli "amanti dell'elegante" e dell'estetica del boudoir. Vennero di moda i balli in maschera, le celebrazioni raffinate che poi vennero rappresentate nelle opere di Antoine Watteau, intrise di un'atmosfera tranquilla ed elegiaca.
In architettura, dopo la Galleria degli Specchi e le fastose sale della Reggia di Versailles, vennero preferiti i salotti di dimensioni più ridotte. Le decorazioni degli interni divennero più rigorose e meno sfarzose: angoli arrotondati, paduges che ammorbidiscono il passaggio da pareti verticali a sfumature modestamente decorate, motivi di tralicci e ghirlande di fiori. Rilievi e dipinti erano dominati da "scene aggraziate", temi di produzione musicale, giochi per bambini e feste in onore di Venere. Il duca d'Orleans, distintosi per il suo coraggio nella trascorsa guerra, in tempo di pace non solo fu l'organizzatore della vita notturna della corte, ma fu anche un eccezionale filantropo; si dedicò alla musica, alla pittura e fu anche un buon disegnatore e incisore e questo fa facilmente intuire come egli sia stato il primo promotore di questo nuovo stile. I costumi che si andarono formando alla corte di Filippo d'Orléans - una combinazione di serietà e umorismo, ostentata severità e frivolezza, allusioni all'antichità e schietto erotismo - crearono un'atmosfera che in seguito non riuscì più ad essere imitata.

## Artisti e opere
Il duca fu il primo a far sbarcare a pieno titolo il teatro della commedia dell'arte italiana in Francia. Gli artisti della compagnia indossavano le maschere Pierrot, Arlecchino e Colombina che divennero poi anche i soggetti raffigurati nei dipinti principali dell'epoca. È interessante notare come Watteau ha iniziato la sua vita nell'arte come disegnatore-ornamentale, uno degli allievi di Claude Gillot.

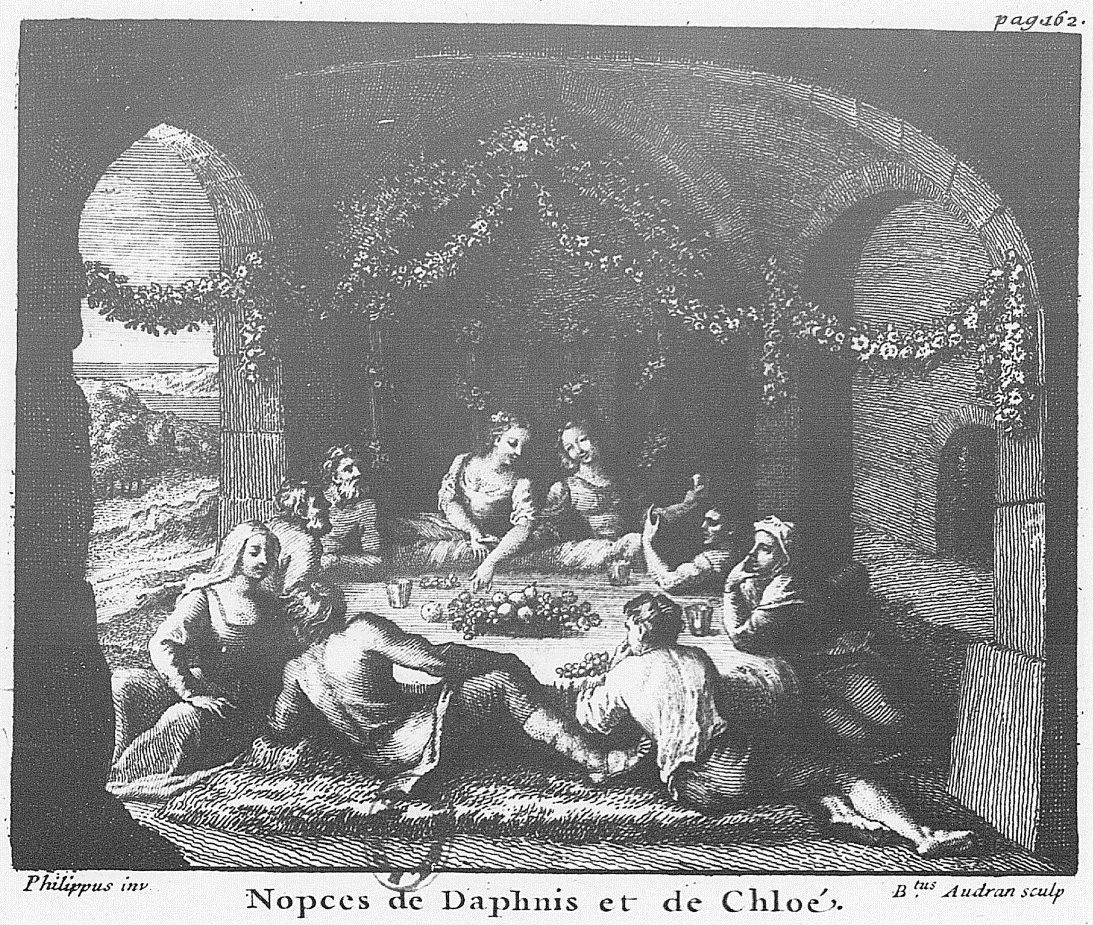
Il banchetto di nozze di Dafne e Cloe. Incisione di B. Audran da un disegno di A. Coypel e Filippo d'Orléans (?). 1718

Nel 1718 a Parigi venne pubblicato il romanzo frivolo dal titolo "Dafne e Cloe" con una tiratura di 250 copie, la cosiddetta "edizione del reggente". La pubblicazione venne infatti promossa dal duca d'Orléans e si ritiene che egli sia stato anche l'autore delle illustrazioni del libro. Formalmente, ad ogni modo, gli illustratori furono Antoine Coypel , l'insegnante di disegno del reggente, e suo figlio Charles-Antoine Coypel, oltre a 29 incisioni basate sui disegni del padre e del figlio Coypels realizzate da Benoit Audran I (1661-1721).
Nel 1719 venne pubblicata la prima edizione delle "Favole" di Antoine la Mothe, con incisioni basate sui disegni di Claude Gillot, uno dei più importanti maestri del periodo Régence. Gillot era un disegnatore professionista impegnato su motivi ornamentali per decorazioni su mobili, arazzi, campioni di maiolica e lavorava per la manifattura di Moustiers. Egli fu inoltre consigliere d'arte per conto del duca e gli propose di acquistare nel 1741 la collezione di pietre preziose messa in vendita dal banchiere P. Crozat (1500 pezzi in tutto, poi acquistata nel 1788 dalla zarina Caterina II di Russia ed oggi conservata all'Ermitage di San Pietroburgo. Tra il 1770 ed il 1784 venne data alle stampe a Parigi la "Descrizione" della collezione d'arte del reggente, in due volumi.

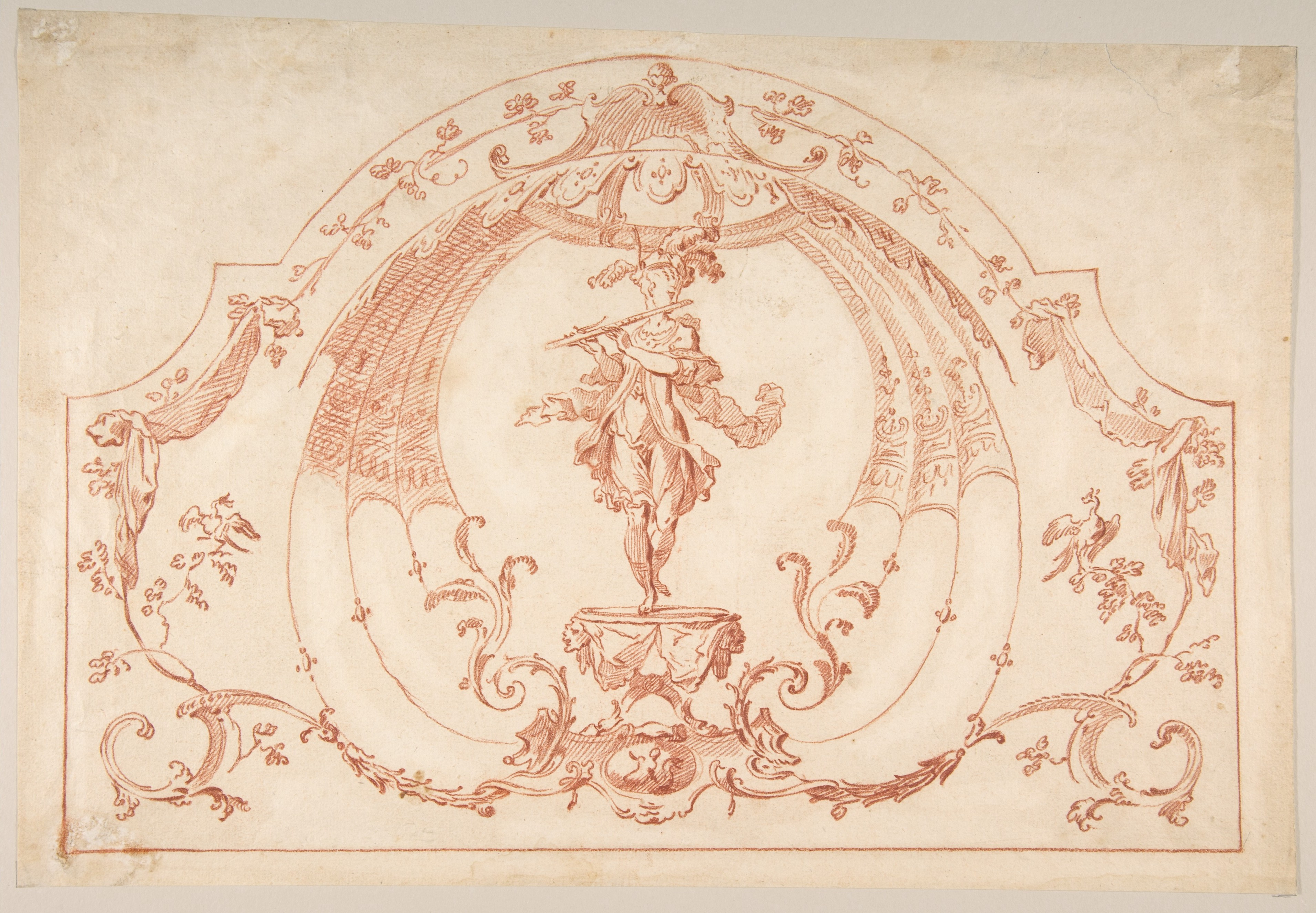
J. M. Oppenor, Ornamento con un suonatore di flauto, 1700-1720

Gli elementi tipici del "grande stile" di Luigi XIV, vennero gradualmente trasformati in forme più leggere e aggraziate: cartigli, ghirlande di fiori, mascheroni e conchiglie divennero gli elementi tipici delle decorazioni d'interno, senza nuove invenzioni ma con la semplice rielaborazione dei modelli precedenti. Tra i creatori di queste decorazione per il periodo Régence si ricordano Pierre Lepotre (figlio dell'incisore del "grande stile" Jean Lepotre) e Gilles-Marie Oppenor, disegnatore e incisore-ornamentale. Oppenor, in particolare, fu allievo di J. Hardouin-Mansart, nel 1692-1699 operò in Italia e dal poi dal 1715 divenne capo architetto del reggente nonché direttore delle manifatture reali e quartiermastro dei parchi reali. I ricercatori del settore ritengono che con le sue composizioni ornamentali, Oppenor abbia ammorbidito le caratteristiche barocche dello stile Luigi XIV e abbia introdotto una moda più propensa ad una linea liscia e curva, la base delle future rocailles. Sulla scena apparvero anche i membri della famiglia Audran, di cui Claude Audran III ebbe notevole fortuna sotto il governo di Filippo d'Orléans dal momento che inventò un nuovo stile che, oltre agli elementi del grandeur francese, univa motivi ornamentali, rinascimentali, grottesche e lambrequins sofisticati.

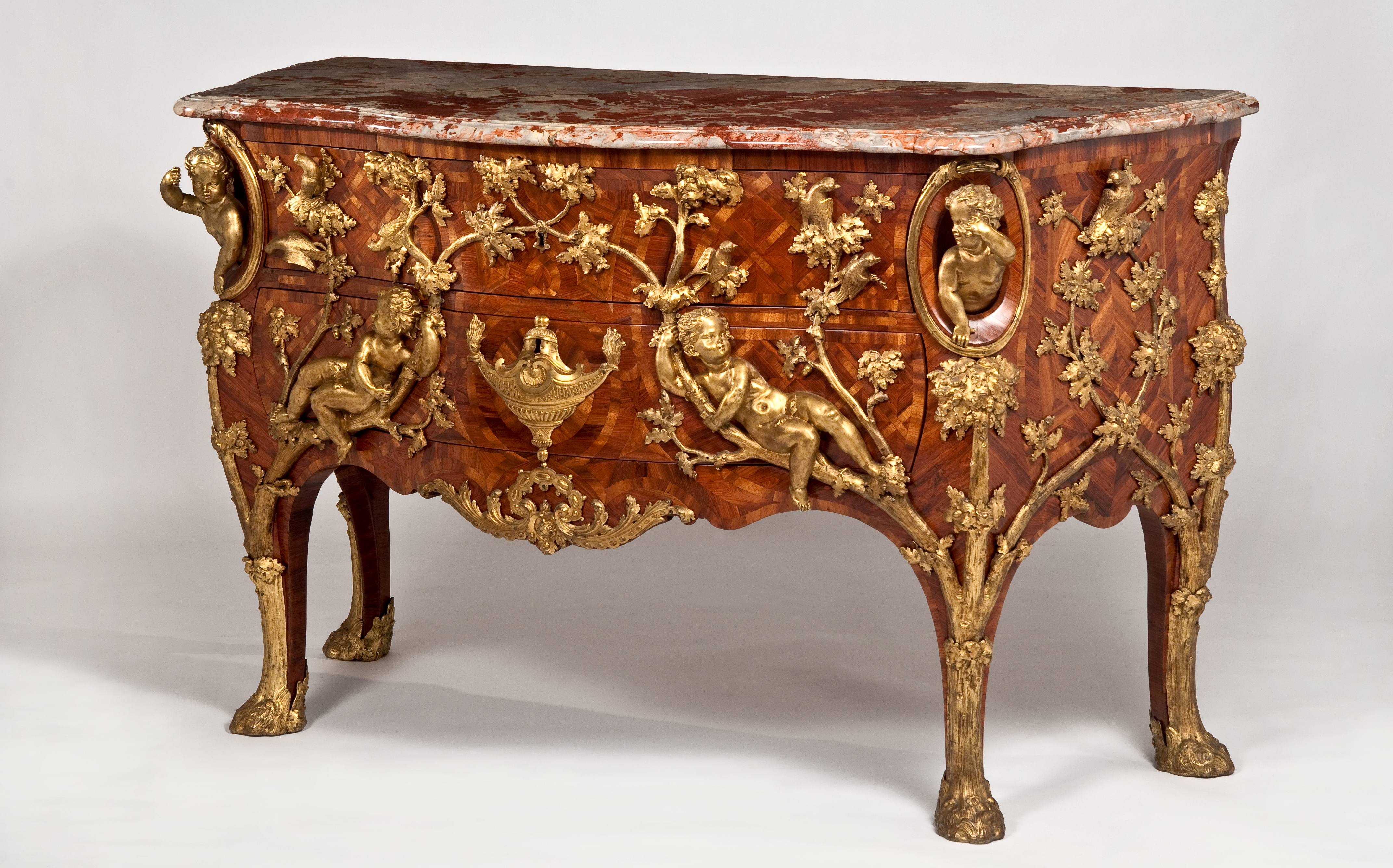
Charles Cressan, cassettiera, 1730

Nell'arte del mobile, le pesanti forme barocche di André Boule vennero sostituite da elementi più leggeri. L'intarsio ebbe un ruolo fondamentale e massicce divennero le parti in bronzo applicate, oltre all'so del mogano e dell'ottone. Tra i maestri mobilieri di questo periodo si ricorda Charles Cressan. La stoffa da parati verteva su colori chiari: rosa, azzurro, oliva, fulvo, bianco e oro. A partire proprio dal periodo della Régence iniziò a diffondersi una certa passione per il mondo orientale (in particolare per quello cinese e giapponese) che ben si rifletté anche nei dipinti di A. Watteau. L'arrivo di numerose merci d'oltremare come porcellana, vernici cinesi e tessuti di seta stimolò anche in Francia un nuovo gusto per l'esotico. A. Watteau visse nella casa parigina di P. Crozat in Rue Richelieu, dove ebbe l'opportunità di studiare una delle collezioni di cineserie più importanti di Francia. Nell'altra casa di Crozat, in Place Vendôme, si riunivano invece scrittori, filosofi e artisti tra i più influenti della sua epoca come il conte di Quelus e Pierre-Jean Mariette il Giovane (1694-1774), entrambi anche collezionisti. Con il sostegno finanziario di Mariette, nel 1729-1742 venne realizzata una grandiosa pubblicazione dal titolo "Raccolta di stampe dei migliori dipinti e disegni situati in Francia di proprietà dell'Assemblea reale, così come nella collezione del duca d'Orléans e altri, divisa in diverse scuole" ("Recueil d'estampes d 'après les plus beaux tableaux et d'après les plus beaux dessins qui sont en France, dans le cabinet du roi, dans celui de Mgr. le duc d'Orleans et dans d'autres cabinets"), con circa 180 incisioni in due volumi. Questa edizione è passata alla storia con il nome breve "Il gabinetto di Crozat". Un'altra pubblicazione artistica di questo periodo fu la "Collezione de Julienne" con dipinti e disegni di A. Watteau nelle incisioni realizzate dal conte de Caylus, N. A. Tardieu, F. Boucher, S. N. Koshen, B. Odran II e altri incisori. La raccolta venne pubblicata in epoca rococò, ma riflette lo spirito dell'arte del periodo Régence. Jean de Julienne (1686-1767), da cui prende il nome la collezione di stampe, era un disegnatore e un incisore dilettante, nonché collezionista e grande amico di Antoine Watteau. L'eccezionale artista gli ha dedicato un dipinto, che è sopravvissuto solo nell'incisione di N. A. Tardieu sotto il toccante titolo: "Per essere con te...".
Negli anni 1730 e 1740, in Francia e poi nei paesi limitrofi esplose a pieno ritmo un nuovo stile artistico che andò a soppiantare il Régence: il rococò.